# Pentopetia cotoneaster
Pentopetia cotoneaster är en oleanderväxtart som beskrevs av Joseph Decaisne. Pentopetia cotoneaster ingår i släktet Pentopetia och familjen oleanderväxter. Inga underarter finns listade i Catalogue of Life.